# Ferdinand Wolf
Ferdinand Joseph Wolf, född den 8 december 1796 i Wien, död där den 18 februari 1866, var en österrikisk filolog.
Wolf tillbringade sin studenttid i Graz, men återvände sedan till Wien, där han fick anställning vid kejserliga biblioteket, vars kustos han blev 1853. Han var även medlem av och sekreterare vid kejserliga vetenskapsakademien från dess grundläggning. 
Det estetiska intresse, som den romantiska skolan väckt till liv och särskilt riktat åt de romanska ländernas medeltidslitteratur, blev även för Wolf den första väckelsen att ägna sitt arbete åt studiet av denna litteratur. Hos honom trängdes dock snart den ensidigt estetiska synpunkten tillbakaa för den historisk-filologiska, och hans största betydelse som litteraturforskare ligger just däri, att han från denna senare synpunkt utvecklade metoden för litteraturhistorisk forskning. 
Nationallitteratur var under 1800-talets andra årtionde ett nytt begrepp, vars innebörd Wolf var en av de första att mångsidigt fatta och utveckla. Han bemödade sig alltid att säkert utreda, vad som i ett lands litteratur var rent nationellt och vad som borde tillskrivas främmande inflytande, liksom han även skarpsynt utforskade det samband, som den till form och innehåll ägde med en äldre kultur. Ju starkare det rent nationella elementet befanns vara, desto livligare blev hans intresse. 
Från studiet av den italienska litteraturen fördes han därför snart över till den äldre franska och vidare till den spanska och portugisiska i såväl Europa som Amerika. Dessa båda sistnämnda litteraturer med sin rika, starkt nationella romansdiktning tilltalade honom livligt och han utförde för deras äldsta perioder en serie arbeten, som länge behöll högt vetenskapligt värde. 
Endast sällan lade han fram resultaten av sina forskningar i större volymer. Däremot vittnar många uppsatser i tidskrifter och handlingar om hans kritiska blick och grundliga, vidsträckta lärdom. Bland hans arbeten kan nämnas Beiträge zur geschichte der castilischen nationalliteratur (1832), Ueber die neuesten leistungen der franzosen für die herausgabe ihrer nationalheldengedichte (1833), Ueber altfranzösische romanzen und hofpoesie (1834), Floresta de rimas modernas castellanas (1837), Ueber die romanzen-poesie der spanier (1847), Studien zur geschichte der spanischen und portugisischen nationalliteratur (1859) och Histoire de la littérature brésilienne (1863).
Även den svenska nationallitteraturen tilldrog sig hans uppmärksamhet. Han gjorde Hyltén-Cavallius sagosamling till föremål för jämförande studier, och han författade en mycket beaktansvärd inledning till den tyska översättningen av Geijer-Afzelius samling av svenska folkvisor. Adolf Ebert har i 
"Jahrbuch für romanische und englische literatur" (band 8) lämnat en teckning av Wolfs vetenskapliga verksamhet och betydelse. Edmund Max Stengel utgav 1890 en samling av hans mindre skrifter.